# Eunoe tritoni
Eunoe tritoni är en ringmaskart som beskrevs av McIntosh 1900. Eunoe tritoni ingår i släktet Eunoe och familjen Polynoidae. Inga underarter finns listade i Catalogue of Life.